# Crush (filme de 2022)
Crush (bra: Crush: Amor Colorido) é um filme americano de amadurecimento de 2022 dirigido por Sammi Cohen (em sua estreia na direção) e escrito por Kirsten King e Casey Rackham. O filme é estrelado por Rowan Blanchard e Auli'i Cravalho em uma história sobre uma adolescente que se junta à sua equipe de atletismo do ensino médio para se aproximar de sua paixão, apenas para descobrir que ela está se aproximando de outra companheira de equipe. Crush foi lançado digitalmente em 29 de abril de 2022, no Hulu.

## Premissa
Paige Evans (Rowan Blanchard) é uma estudante do ensino médio que tem paixão pela arte e espera estudar em um programa de verão em sua escola dos sonhos, a CalArts. Ela luta com o prompt, seu ensaio de admissão, que é descrever seu momento mais feliz. Um artista anônimo que atende por "KingPun" pinta artes com trocadilhos pela escola. Muitos alunos acreditam que Paige é KingPun, e quando ela quase é suspensa pelo diretor, Paige se junta à equipe de atletismo de sua escola apenas para se aproximar de Gabriella (Isabella Ferreira), a garota por quem ela é apaixonada desde a infância. Sem saber nada sobre pista, seu treinador atribui sua companheira de equipe AJ (Auli'i Cravalho), irmã de Gabriella e co-capitã da equipe de atletismo, para treiná-la. À medida que o relacionamento de Paige e AJ se desenvolve, Paige se vê em um dilema sobre quem ela deveria ir atrás.

## Elenco
- Rowan Blanchard como Paige Evans
- Auli'i Cravalho como AJ Campos, gêmea de Gabriela e co-capitã da equipe de atletismo da Miller High School
- Isabella Ferreira como Gabriela Campos, a paixão de Paige desde a infância, irmã gêmea de AJ e co-capitã da equipe de atletismo da Miller High School
- Tyler Alvarez como Dillon, o melhor amigo de Paige que está namorando Stacey
- Teala Dunn as Stacey Clark, namorada de Dillon
- Rico Paris como Tim
- Aasif Mandvi como Treinador Murray, treinador de pista da Miller High School
- Michelle Buteau como Diretora Collins
- Megan Mullally como Angie Evans, mãe de Paige
- Addie Weyrich como Chantal
- Jes Tom como Aya, parceiro vai-e-vem de Gabriela

## Produção
Em julho de 2021, Kirsten King e Casey Rackham escreveram um roteiro baseado em suas próprias experiências de vida, contando uma história LGBTQ que mostraria mais alegria queer ao crescer, em vez dos contos normalmente contados simplesmente sobre se assumir. Sammi Cohen se identificou com o projeto, inicialmente chamado Love in Color, e assinou contrato para dirigir. Rowan Blanchard e Auli'i Cravalho foram escalados como protagonistas logo depois, e as filmagens começaram na área de Syracuse de Nova York naquele verão. Em março de 2022, o título final foi definido como Crush com data de lançamento marcada para 29 de abril de 2022, no Hulu.

## Recepção
No site agregador de críticas Rotten Tomatoes, 75% das 32 críticas dos críticos são positivas, com uma classificação média de 6,1/10. O consenso do site diz: "Alguns dos roteiros são empolados e a execução é ocasionalmente desigual, mas a história de amor central de Crush é fácil de se apaixonar." No Metacritic, o filme tem uma pontuação média ponderada de 56 em 100 baseada em sete críticas, indicando "críticas mistas ou médias".